# 1431
1431 (MCDXXXI) a fost un an comun al calendarului iulian, care a început într-o zi de luni.

## Evenimente
- 13 decembrie: Vlad al II-lea, a primit Ordinul Dragonului. De la dragonul de pe flamura sa a primit supranumele popular de „Vlad Dracul”. A domnit în Țara Românească între anii 1436-1442 și 1443-1447.

- Este menționat pentru prima dată oficial orașul Vălenii de Munte (jud. Prahova).

## Nașteri
- noiembrie/decembrie: Vlad Țepeș (a.k.a. Dracula), domnitor al Țării Românești (d. 1477)
- Alexandru VI (n. Rodrigo de Borgia y Doms), papă al Romei (1492-1503), (d. 1503)

## Decese
- 20 februarie: Martin al V-lea (n. Oddone Colonna), 62 ani, papă al Romei (1417-1431), (n. 1369)